# ميخائيل تي سوليفان
ميخائيل تي سوليفان (بالإنجليزية: Michael T. Sullivan)‏ هو قاضي ومحامي أمريكي، ولد في 1924، وتوفي في 2007.